# .32 S&W

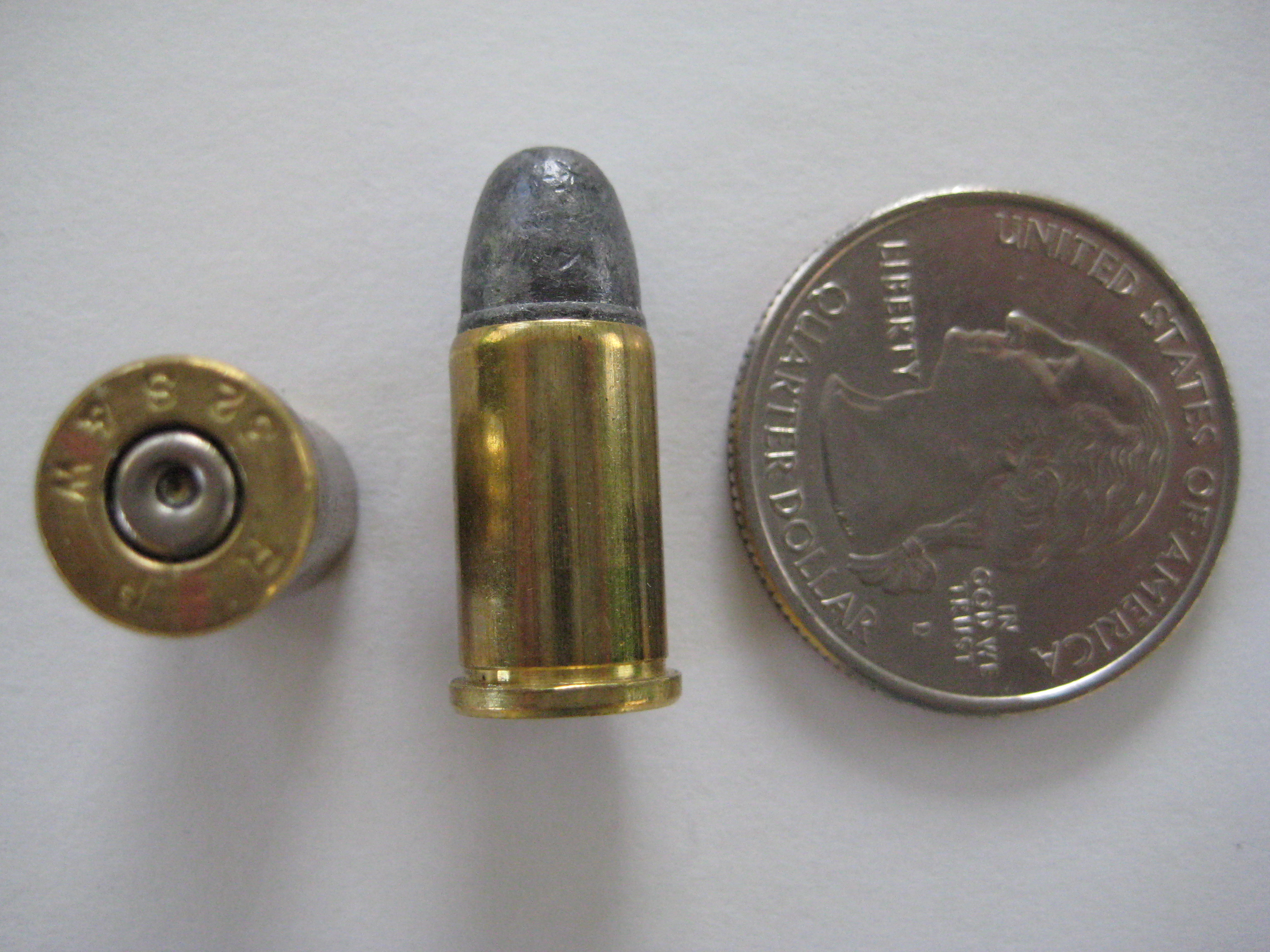
Náboj 32 S&W

Náboj .32 S&W ráže 0,32 in (= 8,128 mm) byl zaveden v USA kolem roku 1878 pro nový kapesní revolver Smith & Wesson a byl nabídnut veřejnosti jako lehký obranný náboj na vzdálenosti „kartového stolu“. Získal si velkou popularitu a stal se jedním z nejpoužívanějších revolverových nábojů na světě. Komorováno na tento náboj bylo velké množství revolverů. Náboj .32 S&W je použit i např. pro pistole Reifgraber. Původně byl navržen jako kazeta s černým prachem a náplň tvořily různé variace černého prachu, od roku 1940 byl plněn bezdýmným střelným prachem.
32 S&W Short byl základem pro několik dalších nábojů do ručních zbraní ráže .32. S nábojem .32 S&W Short lze bezpečně střílet ze zbraní s komorou pro .32 S&W Long, .32 H&R Magnum a .327 Federal Magnum.

## Revolvery
- Smith & Wesson Lemon Squeezer
- Smith & Wesson Model 1 1/2
- Union Automatic Revolver